# 木股文昭
木股 文昭（きまた ふみあき、1948年1月2日 - ）は、日本の地震学者、東濃地震科学研究所副主席主任研究員。

## 略歴
岐阜県土岐市出身。1971年岐阜大学教育学部生物地学科卒業、名古屋大学理学部犬山地殻変動観測所教務員、1992年1月名古屋大学理学部地震火山観測地域センター助手、1993年「東海地域における1985-1987年ストレインイベント」で名古屋大学より博士（理学）の学位を取得。1999年名古屋大学理学研究科地震火山観測研究センター助教授、2006年5月教授。2012年3月退職。2012年4月より東濃地震科学研究所副主席主任研究員。火山噴火予知連絡会委員。

## 著書
- 『御嶽山 静かなる活火山』信濃毎日新聞社 2010 ISBN 978-4-7840-7139-5
- 『三連動地震迫る 東海・東南海・南海』中日新聞社 2011 ISBN 978-4-8062-0630-9
- 『御嶽山 二度と犠牲をださない』自主出版 2017

### 共編著
- 『三河地震60年目の真実』林能成,木村玲欧共著 中日新聞社 2005
- 『超巨大地震がやってきた スマトラ沖地震津波に学べ』田中重好, 木村玲欧共編著 時事通信出版局 2006
- 『スマトラ地震による津波災害と復興』高橋誠, 田中重好共編著 古今書院 2014
- 『東濃地方の地震とその災害』松多信尚共著 東濃地震科学研究所 2016
- 『2000年東海豪雨が襲った清須市西枇杷島町』山田辰義共著 自主出版 2016

## 参考
- 木股 文昭[リンク切れ]